# Cindy Lutz

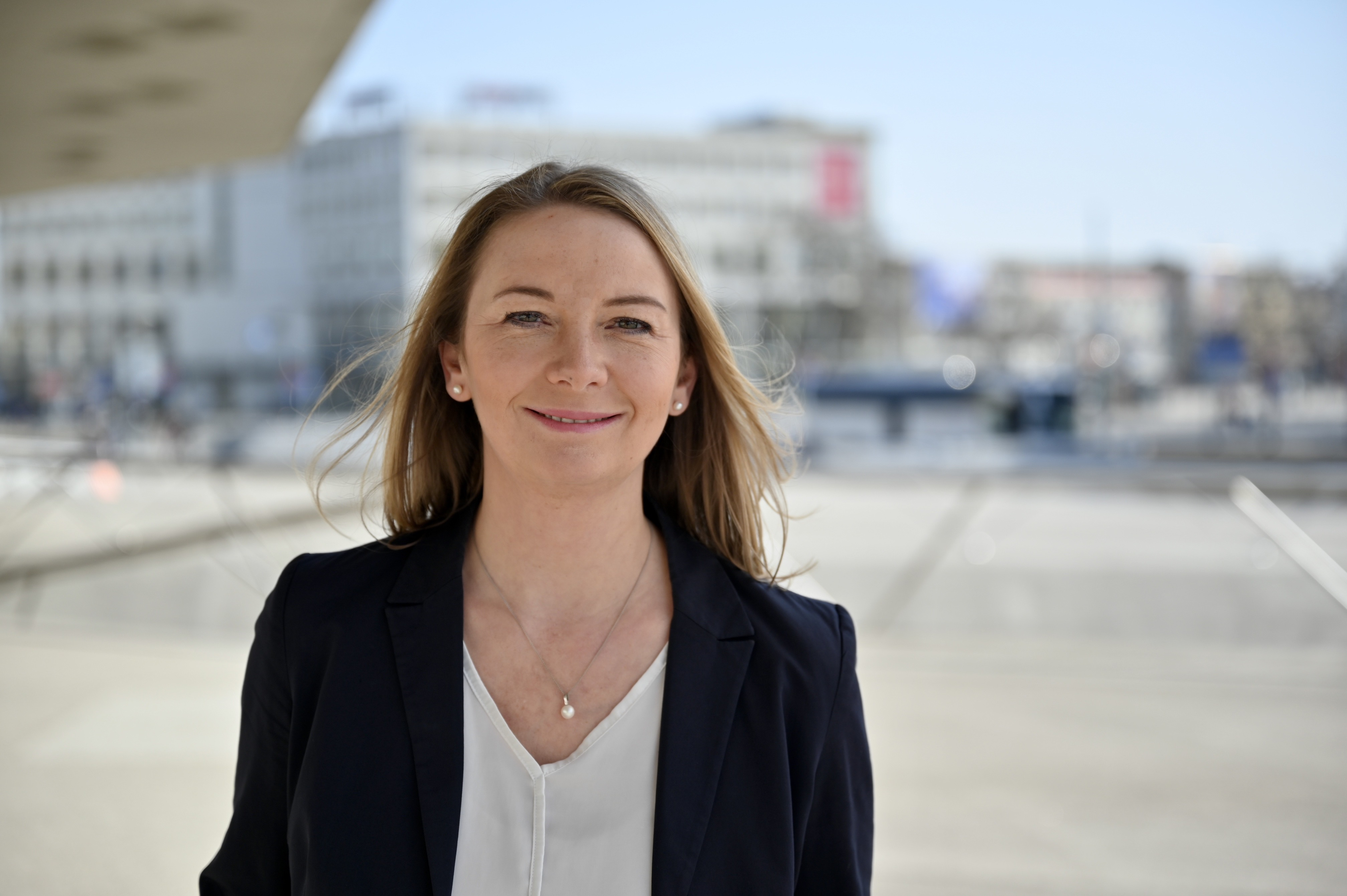
Cindy Lutz (2022)

Cindy Lutz (* 29. Juli 1978 in Erlabrunn als Cindy Kirst) ist eine deutsche Politikerin (CDU) und seit 2022 Mitglied des Niedersächsischen Landtages.
Von 2003 bis 2008 war sie Prokuristin und von 2008 bis 2017 Geschäftsführerin der CarSolution GmbH in Wolfsburg. Bis zu ihrer Wahl in den Landtag war sie in der Wirtschaftsförderung bei der WMG Wolfsburg Wirtschaft und Marketing GmbH tätig.
Lutz ist Mitglied des Rates der Stadt Wolfsburg.
Bei der Landtagswahl 2022 trat Cindy Lutz als Direktkandidatin im Wahlkreis Wolfsburg und auf Platz 8 der CDU-Landesliste an. Während sie im Wahlkreis der SPD-Kandidatin Immacolata Glosemeyer unterlag, zog sie über den Landeswahlvorschlag in das Parlament ein und wurde zur wissenschaftspolitischen Sprecherin der CDU-Fraktion gewählt.
Cindy Lutz ist verheiratet und hat zwei Kinder. Sie wohnt im Wolfsburger Stadtteil Ehmen.